# Josep López de Lerma
Josep López de Lerma i López est un homme politique espagnol né le 30 novembre 1950 à Sant Feliu de Guíxols (province de Gérone), ayant appartenu à la Convergence démocratique de Catalogne (CDC).

## Biographie
Josep López de Lerma devient député de la circonscription de Gérone au Congrès des députés en 1980, en qualité de candidat non-élu remplaçant un démissionnaire. Il y siège sans discontinuer jusqu'en 2004. Pendant ces vingt-quatre ans de présence au palais des Cortès à Madrid, il est notamment vice-président du Congrès entre 1993 et 1999, puis de 2000 à 2004, et porte-parole du groupe parlementaire de Convergence et Union (CiU) entre 1999 et 2000. Il quitte CDC en 2011 et apporte son soutien à la candidate du Parti des socialistes de Catalogne (PSC) à la mairie de Gérone.